# 草庵
24°46′25″N 118°31′47″E / 24.77361°N 118.52972°E
草庵，位于中国福建省泉州市晋江市罗山街道蘇內社區，在2009年被认为是世界范围内唯一仅存的摩尼教寺庙。草庵始建于南宋，因其结草为庵而得名。元代时改建为石质建筑，并在庵后的崖壁上开凿了摩尼佛像。明清时期，由于摩尼教活动被禁，草庵一度作为佛教活动场所。1961年，草庵被列为福建省文物保护单位，1996年，草庵内的“草庵石刻”被列为全国重点文物保护单位。2016年，草庵被列为“海上丝绸之路”的申遗点之一。2021年，“草庵摩尼光佛造像”作为泉州：宋元中国的世界海洋商贸中心遗产点之一被联合国教科文组织列入世界文化遗产项目。

## 历史
武周延载元年（694年），摩尼教僧人拂多诞抵达长安，开始在中原地区传教。会昌年间，唐武宗灭佛，摩尼教受到波及，摩尼教呼禄法师因此逃至福建一带，经福清、福州到泉州传教，并最终去世於泉州清源山下。
草庵的建造时间起初存在宋代和元代两种不同的说法，考古人员于1979年在草庵发掘出一批写有“明教会”的宋代瓷碗残片，最终确定草庵始建于南宋绍兴年间。因其最初建造时结草为庵，故得名“草庵”。元朝时，草庵被改为石构建筑。至元五年（1339年），信士陈真泽等人雕凿了庵内的摩尼光佛石造像。由于摩尼教俗称明教，明太祖嫌其教名上逼国号而禁止。明末清初时，草庵因处于清军和明郑的交战区域而被严重毁坏。此后清朝延续明代律法继续禁止摩尼教活动，草庵的宗教活动逐渐佛化，草庵内的摩尼佛像一度被当做释迦牟尼像供奉，寺内僧人曾为此将佛像上的两缕胡子凿坏。1923年，佛教僧人瑞意和广空法师等人出资修复了草庵的摩尼光佛殿堂。1932年，意空楼在殿堂东侧建成。20世纪50年代时，草庵再次被发现。1991年在泉州举办的“联合国教科文组织海上丝绸之路综合考察国际学术讨论会”上，草庵被最终确认为一座摩尼教寺庙，其内的摩尼佛造像也是世界上唯一一尊摩尼石雕佛像。
在2009年前，草庵被认为是世界范围内唯一仅存的摩尼教遗址。但随着2008年—2009年间霞浦文书的发现与研究，与文书密切相关的福州台江浦西境福寿宫被确认为亦是存续至今的摩尼教寺庙。有学者认为草庵的摩尼教亦是霞浦摩尼教体系的一部分，亦有晋江文史学者发现草庵内的签诗与霞浦文书中的《兴福祖庆诞科》存在关联。

## 结构
草庵位于中华人民共和国福建省泉州市晋江市罗山街道，是世界上现存最完好的摩尼教遗址之一。整座草庵由花岗岩砌筑，单檐歇山顶，下置单挑华拱，面阔三间，进深两间，建筑面积22.78平方米。草庵后侧紧邻花岗岩山体，山体上雕刻有一座直径170厘米的圆形佛龛，龛内雕刻有一尊半立体浮雕摩尼佛坐像。该坐像高154厘米，宽85厘米，深11厘米，身着宽袖无扣僧衣，内衬无领内衣，胸前有花结带饰，双手在膝上叠置。头部长32厘米，宽25厘米，面庞圆润，下巴有两缕胡须垂至胸前。佛像四周雕刻有18条延伸至佛龛内侧边缘的佛光，左侧有摩崖题记，记述了该佛像的雕凿人和雕刻时间。在草庵的右前方70米的岩壁上还有一片18字摩崖石刻，其内容为摩尼教教义。

## 开发与保护
1961年，草庵被列为福建省文物保护单位。1996年，草庵以“草庵石刻”的名号被列为全国重点文物保护单位。2013年，晋江市政府加快了以草庵为核心的草庵摩尼教遗址公园的建设。2015年，草庵石刻古建筑的防雷工程获得国家文物局批准。2016年7月，草庵石刻的现状整修方案获得批复，当地随机展开相关整修工作。9月，草庵成为“海上丝绸之路”申遗点之一，当地政府随即制定了草庵周边交通、景观和建筑等方面的相关整治方案，该方案此后得到了国家文物局的批复同意。
- 草庵位于华表山南麓
- 建在一台地上
- 草庵坐东朝西，背依山岩，单檐歇山式
- 在天然山岩上开凿的光明佛石造像
- 后山的摩崖石刻
- 南面

## 接驳交通
- 公交站：
  - 草庵站：晋江公交3路（需步行上山）

## 参見
- 選眞寺記
- 上萬村摩尼教石雕造像